# Palacio de las Industrias
El Palacio de las Industrias (en portugués Palácio das Indústrias) es un palacio localizado en la Zona Central de la ciudad de São Paulo, Brasil.
El palacio fue planificado por Domiziano Rossi, del estudio de Ramos de Azevedo, en la década de 1920. Fue sede de la Asamblea Legislativa, de la Secretaría de Seguridad Pública y también del Gobierno de la Ciudad de São Paulo.